# Gustav Friedrich Hartlaub
Gustav Friedrich Hartlaub (Bremen, 12 de marzo de 1884 - Heidelberg, 30 de abril de 1963) fue un historiador del arte alemán.
En 1913 entró a trabajar en la Kunsthalle de Mannheim, de la que se convirtió en director en 1923. Allí promocionó el arte contemporáneo y en particular el expresionismo, y descubrió una serie de nuevos artistas, como Franz Xaver Fuhr. El 20 de marzo de 1933 fue despedido a raíz de la política cultural nazi. A partir de 1946 trabajó como profesor en Heidelberg. También estuvo involucrado en el campo de la educación artística, donde era conocido principalmente por su obra El genio en el niño, de 1922.
Hartlaub fue el creador del término Nueva Objetividad para la exposición Nueva Objetividad. Pintura alemana desde el expresionismo, celebrada en 1925 en la Kunsthalle de Mannheim. Según palabras de Hartlaub: “el objetivo es superar las mezquindades estéticas de la forma a través de una nueva objetividad nacida del disgusto hacia la sociedad burguesa de la explotación”.